# Alberto I del Belgio
Alberto I del Belgio, nome completo Albert Léopold Clément Marie Meinrad (Bruxelles, 8 aprile 1875 – Marche-les-Dames, 17 febbraio 1934), principe del Belgio, fu re dei Belgi dal 23 dicembre 1909 fino alla sua morte.
Fu il padre dell'ultima regina d'Italia Maria José e a partire dalla prima guerra mondiale venne soprannominato il Re soldato o il Re cavaliere per il suo ruolo in prima linea negli scontri e per l'aspetto galante e per i modi raffinati.

## Biografia

### Infanzia

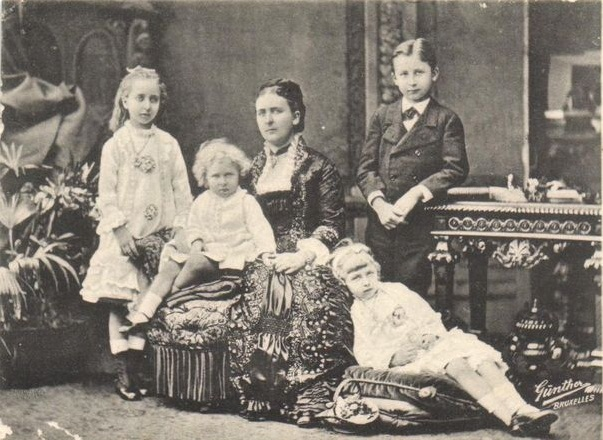
Alberto in tenera età con la madre Maria di Hohenzollern-Sigmaringen e i fratelli

Figlio cadetto del principe Filippo del Belgio, conte di Fiandra e della principessa Maria di Hohenzollern-Sigmaringen, Alberto venne nominato principe ereditario nel 1905, dopo la morte del padre, e salì al trono nel 1909, alla morte dello zio Leopoldo II.
Essendo un figlio cadetto, Alberto ebbe modo di avere più contatto con la vita reale e con il popolo, opportunità che gli fu molto utile quando in seguito divenne Re. Rimpianse molte volte di avere perso il fratello maggiore Baldovino. Diceva spesso: «Lui [Baldovino] avrebbe fatto tutto meglio di me...».
Parlava sia il fiammingo sia il vallone. Né suo padre né il re Leopoldo II li conoscevano. Al contrario del padre Filippo, celebre cacciatore, detestava sia la caccia sia l'equitazione e non aveva passione neppure per la danza.
Per tutta la vita ritenne di «non sapere abbastanza» e per questo intraprese continuamente studi sia in campo scientifico sia umanistico.

### Matrimonio

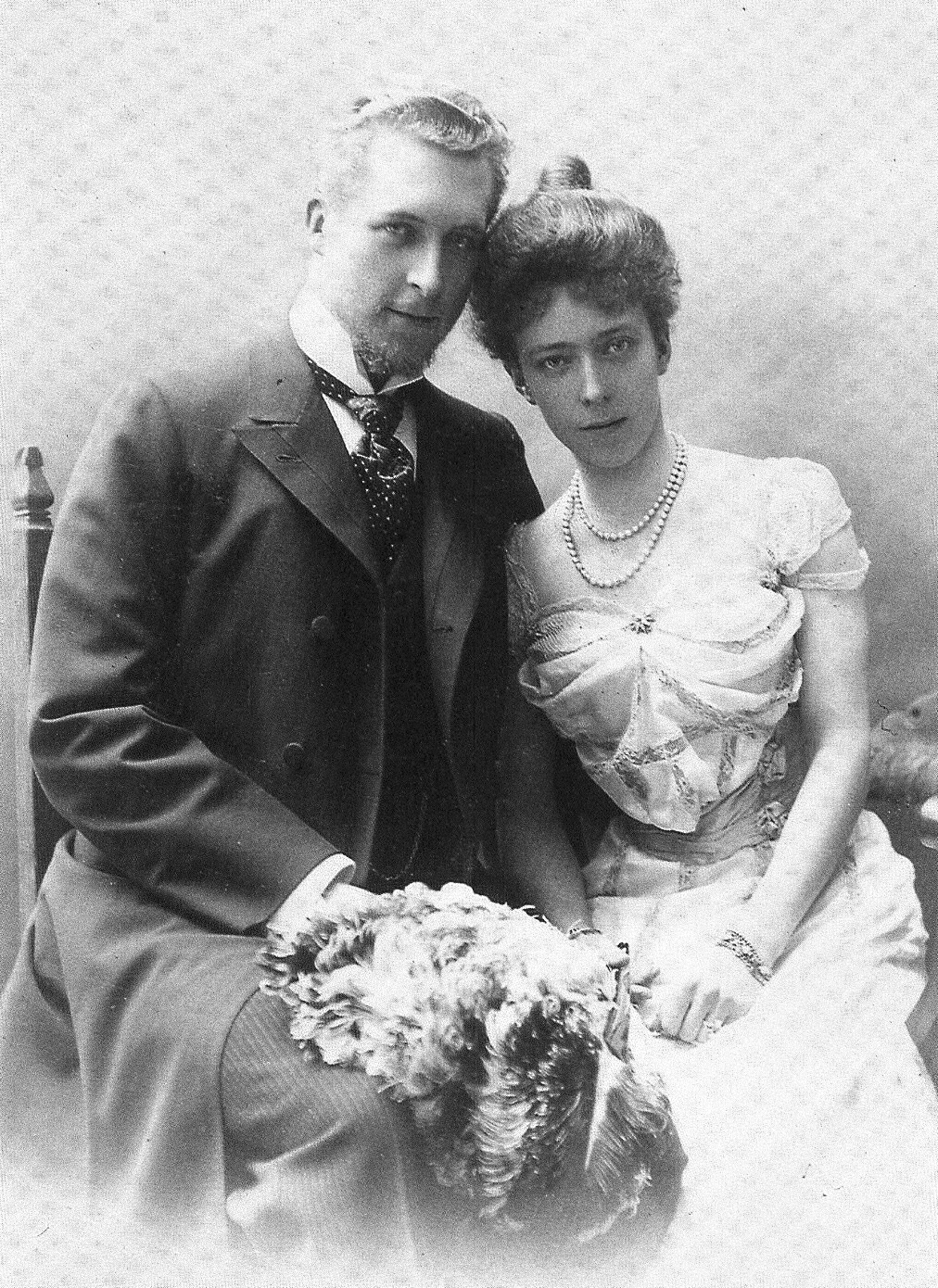
Il principe Alberto e la principessa Elisabetta Gabriella di Baviera in una foto negli anni del loro fidanzamento

Sposò il 2 ottobre 1900, a Monaco di Baviera, Elisabetta Gabriella, duchessa in Baviera, figlia del duca Carlo Teodoro e della sua seconda moglie Maria José di Braganza, nata infanta di Portogallo.
Alberto ed Elisabetta si erano incontrati per la prima volta nel 1897, alle esequie della Duchessa d'Alençon, morta in un incendio a Parigi mentre cercava di prestare soccorso al Bazar de la Charité. Elisabetta era presente al funerale come nipote della defunta, Alberto invece rappresentava la famiglia reale belga in quanto la Duchessa era suocera di sua sorella Enrichetta.
Il loro fu un legame straordinario e molto profondo fin dall'inizio, come testimoniano le numerose lettere che si scambiarono per tutto il corso della loro vita, a partire dal giorno successivo a quello del fidanzamento ufficiale, il 30 maggio 1900.

### Ante-guerra
Dal 1893 sino alla sua ascesa al trono paterno, il principe Alberto fu senatore di diritto presso il Senato del Belgio e, con questo incarico, pronunciò numerosi discorsi sulla necessità di migliorare le infrastrutture del paese: navali, ferroviarie e stradali. Nel 1898 compì la propria prima visita di stato all'estero, negli Stati Uniti.
Nel 1906 fondò una scuola, l'Œuvre royale de l'Ibis, aperta a tutti i giovani pescatori che, fino a quel momento, non avevano ricevuto nessun tipo di istruzione.
Tra tutti i rappresentanti della sua famiglia, Alberto seppe sempre distinguersi per imparzialità e buon giudizio, come quando nel 1909 si recò in visita nel Congo belga criticando violentemente la politica di spogliazione della colonia messa in opera da suo zio Leopoldo II.

### Ascesa al trono
Il popolo belga provava molta simpatia per Alberto e per sua moglie Elisabetta, già prima che essi salissero al trono e il 23 dicembre del 1909 l'enorme folla presente a Bruxelles per il giuramento riservò un'accoglienza particolarmente calorosa ai nuovi sovrani. Alberto I fu il primo sovrano del Belgio a prestare giuramento sia in lingua francese sia in lingua fiamminga.
Durante i primi anni del suo regno, Alberto I si relegò strettamente al proprio ruolo costituzionale, non mancando però di circondarsi di personalità di tendenza liberale come Jules Ingenbleek che volle quale proprio segretario, e Harry Jungbluth, capo di stato maggiore. Egli cercò di diminuire le distanze tra il re e il suo popolo eliminando completamente la scorta armata che solitamente lo seguiva e lo divideva dalla folla durante gli incontri pubblici.

### Re dei Belgi

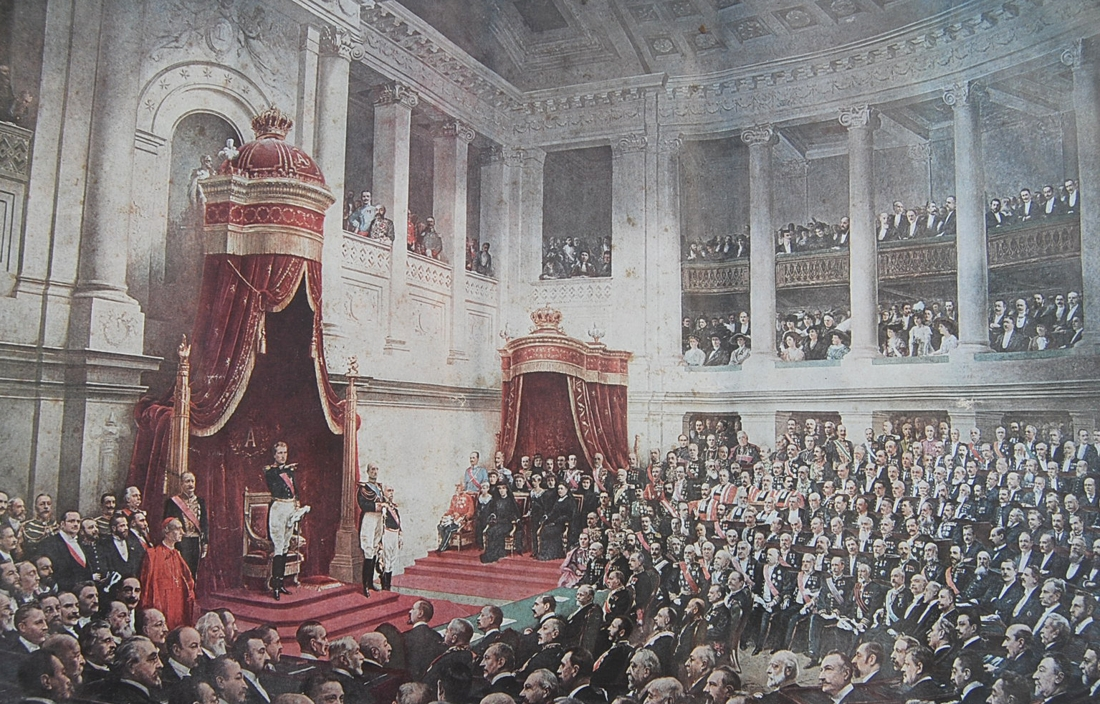
Giuramento di re Alberto I del Belgio (1909)

Intenzionato a rilanciare il paese, il 28 aprile 1910 il sovrano inaugurò l'Esposizione internazionale e universale a Bruxelles chiudendola il 12 ottobre di quell'anno, mentre il 30 aprile 1910 inaugurò il Musée du Congo belge a Tervuren. L'8 novembre 1910, Alberto I decise di ripristinare il tradizionale annuale discorso della corona, abbandonato da Leopoldo II. Durante questa occasione, per sottolineare la ripresa dell'evento, il Re attraversò Bruxelles a cavallo con grande acclamazione della folla intervenuta e giunto poi al palazzo del parlamento, tenne per l'appunto un discorso che si concentrò sull'incoraggiamento delle arti, dello sviluppo, dell'istruzione, della riforma dei contratti di lavoro e sul sistema pensionistico.

Nella primavera del 1911, il Re e la Regina intrapresero una visita di stato in Egitto, ma Alberto I dovette fare ritorno in madrepatria poco dopo perché il paese era in piena agitazione in seguito alla presentazione di una proposta di legge sull'istruzione, soprannominata la buona legge della buona scuola, da parte del governo di Frans Schollaert. Il Re si consultò subito col presidente del parlamento Gérard Cooreman e coi ministri di stato Auguste Beernaert e Charles Woeste e il 6 giugno tenne un incontro piuttosto acceso con lo stesso Schollaert, costringendolo il 9 giugno a rassegnare le proprie dimissioni. Col proposito di formare un nuovo governo, il sovrano fu tentato di affidare le redini dello stato a Henri Liebaert e a Gérard Cooreman, ma poi propese per Charles de Broqueville.

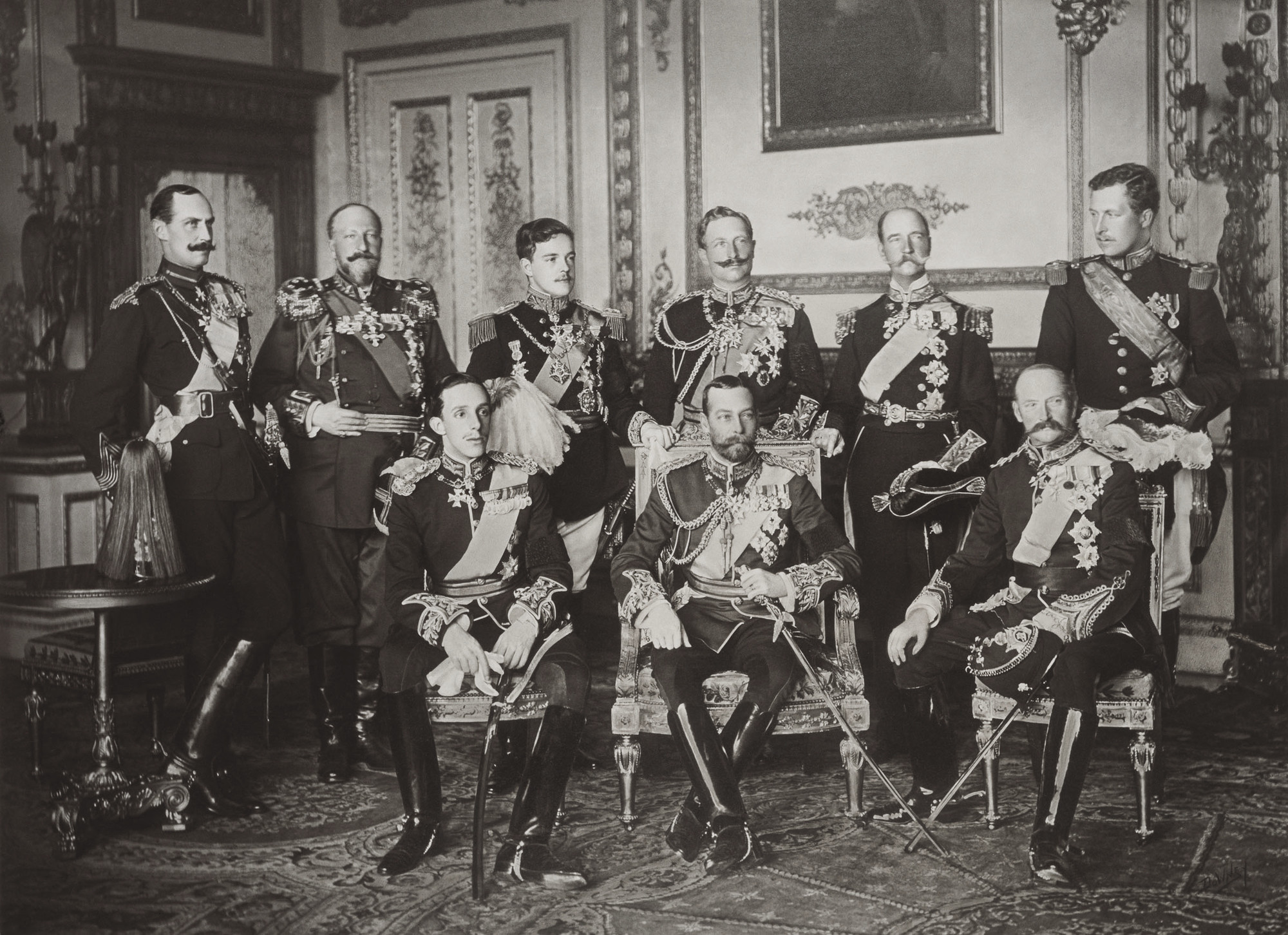
I nove sovrani a Windsor al funerale di Re Edoardo VII, fotografati il 20 maggio 1910. In piedi, da sinistra a destra: Re Haakon VII di Norvegia, Zar Ferdinando di Bulgaria, Re Manuele II del Portogallo e dell'Algarve, Kaiser Guglielmo II di Germania e Prussia, Re Giorgio I di Grecia e Re Alberto I del Belgio. Seduti, da sinistra a destra: Re Alfonso XIII di Spagna, Re Giorgio V del Regno Unito e Re Federico VIII di Danimarca.

Sempre nel 1911, Alberto I si oppose a una proposta della Francia che suggeriva al Belgio di affittarle la riva sinistra del fiume Congo per diverse centinaia di chilometri in cambio del riconoscimento della sovranità belga in Congo da parte del Regno Unito. Nel 1912, come reazione, venne fondata una società tedesco-britannica, di studi idrografici con lo scopo di scavare un canale artificiale fra la palude Stanley e Matadi, con l'intento di raggiungere questo scopo privatamente, camuffando gli interessi di stato, in quanto equivaleva a rimettere il passaggio al Congo in mani straniere. Ancora una volta, il Re del Belgio intervenne per salvaguardare gli interessi coloniali del proprio paese convenendo con il ministro delle colonie Jules Renkin e chiedendo dal gennaio del 1914 alla Francia di entrare a far parte con una forte quota del capitale dell'azienda, per contro bilanciare l’influenza tedesca, visto che il Belgio non possedeva i fondi necessari. Questo bloccò gli interessi delle potenze esterne sull'area.
In quegli anni in Europa la tensione andava sempre più aumentando e i vari Paesi cominciarono a concludere alleanze in vista di una possibile guerra che avrebbe coinvolto l'Europa intera. Molto preoccupato per l'evolvere della situazione, nel 1913 Alberto si recò in Gran Bretagna e in Francia per ribadire la neutralità del Belgio e per comunicare che se vi fosse stata un'eventuale violazione di tale neutralità, il Belgio si sarebbe difeso. Nel contempo ratificò la legge sul servizio di leva obbligatorio, facendo passare le forze armate da 180.000 a 340.000 uomini.
Per la sua imparzialità e per lo spirito neutrale che da sempre contraddistingueva il suo paese, Alberto I venne chiamato a dirimere i conflitti tra Italia e Germania e tra Uruguay e Haiti.

#### Prima guerra mondiale

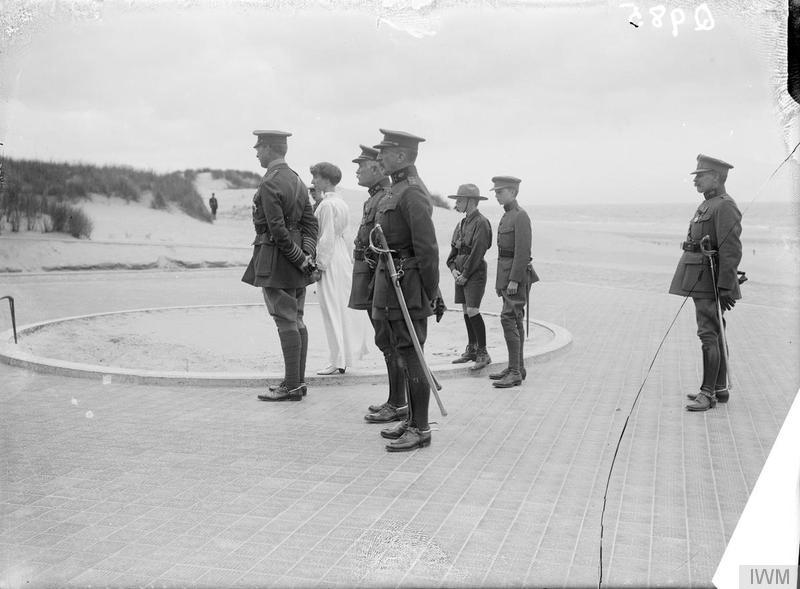
La visita dei reali al fronte occidentale nel 1915. Da notare il piccolo principe ereditario Leopoldo

Nel 1914, a seguito dell'attentato di Sarajevo, ebbe inizio la prima guerra mondiale e già dal 2 di agosto di quell'anno il Kaiser Guglielmo II di Germania lanciò un ultimatum al Belgio, chiedendo il libero passaggio delle truppe tedesche sul suo territorio per raggiungere la Francia: se il Belgio si fosse opposto sarebbe stato considerato nemico.
Alberto rifiutò congiuntamente al consiglio di Charles de Broqueville e prese direttamente il comando dell'esercito mobilitando i propri uomini. Contemporaneamente, Alberto I si preoccupò dai primi giorni di agosto del 1914 di comunicare ampiamente con la colonia del Congo belga organizzando delle comunicazioni marittime indipendenti per il Belgio al fine di mantenere le relazioni economiche tra il Belgio, le sue colonie e il resto del mondo, indipendentemente dall'evoluzione della guerra in Belgio. Il 4 agosto l'Impero tedesco invase il Belgio e, dopo un'intensa battaglia nei pressi di Liegi e Anversa, il 15 ottobre l'esercito belga si ritirò dietro il fiume Yser e mantenne questo fronte per quattro anni, fino al 1918. Alle 10:00 del mattino di quel 4 agosto, Alberto I si recò al palazzo del Parlamento a Bruxelles ove tenne un discorso infiammante per i destini del Belgio nella Grande Guerra: "un paese che si difende richiede rispetto per tutti affinché questo paese non muoia. Ho fede nel nostro destino". Da un lato quest'invasione del Belgio da parte della Germania venne sentito come un fatto strano in quanto i Re belgi erano in fin dei conti membri della casata tedesca di Sassonia-Coburgo-Gotha.

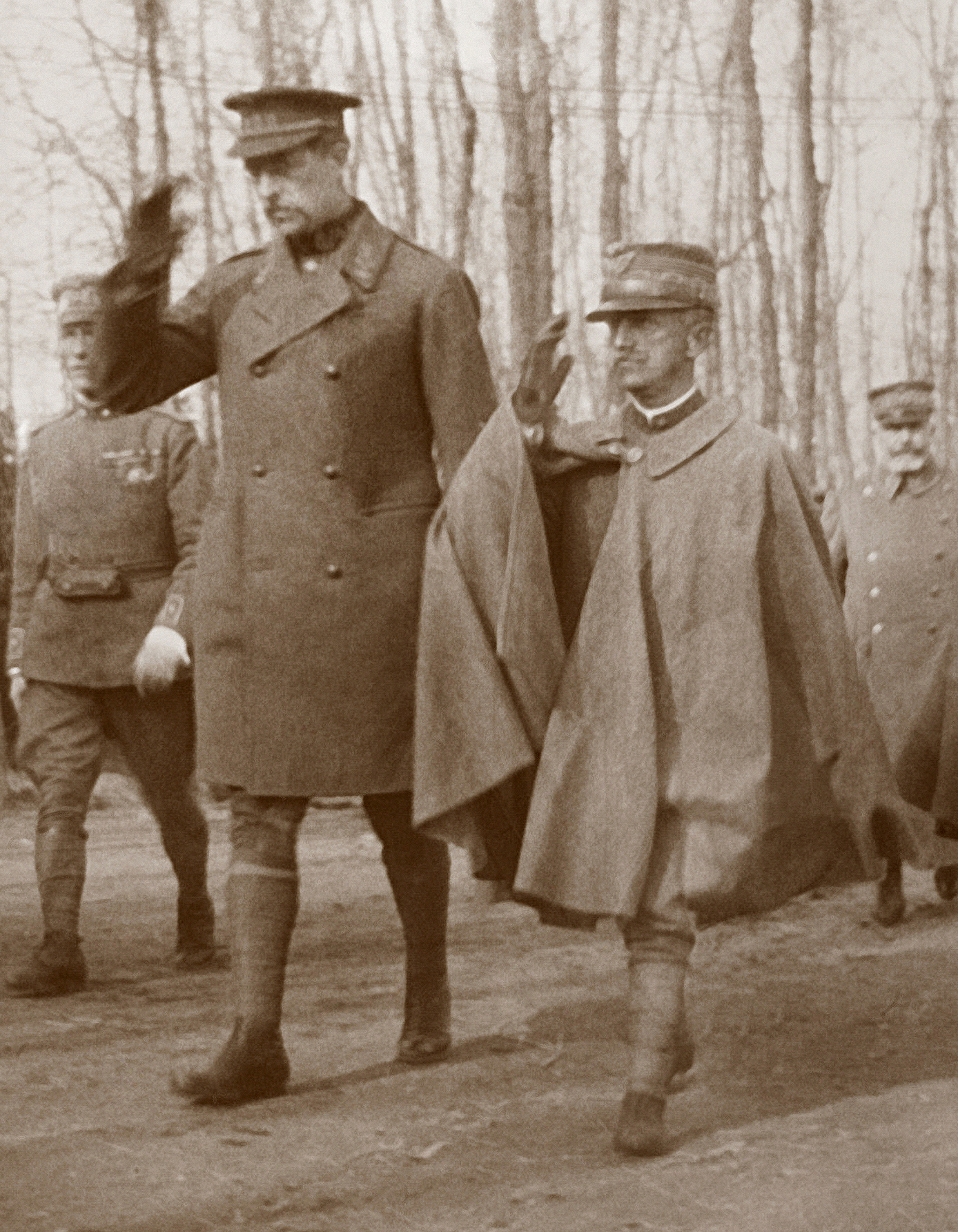
Alberto I e Vittorio Emanuele III di Savoia

Alberto non volle seguire il governo in esilio a Sainte-Adresse e da La Panne, il piccolo lembo di Belgio rimasto libero, continuò a comandare abilmente l'esercito contro gli invasori, visitando regolarmente il fronte per incoraggiare gli uomini e meritandosi, alla fine della guerra, l'appellativo di "Re cavaliere". Malgrado poi il suo coinvolgimento forzoso all'interno della guerra, Alberto I non si dimenticò mai di essere in fin dei conti sovrano di uno stato che si era dichiarato neutrale e quindi, malgrado la formale alleanza con Inghilterra e Francia che si votavano in suo soccorso, egli non concluse alleanze favorevoli alla prosecuzione della guerra. Tuttavia egli decise di accordare il proprio sostegno a francesi e inglesi nelle battaglie in Africa Orientale Tedesca, ove le truppe coloniali belghe ottennero vittorie rilevanti a Tabora e a Mahenge.
Come gesto estremo, nel tentativo di impegnare tutto il popolo belga nella difesa della nazione, nell'aprile del 1915 Alberto I permise a suo figlio, il principe ereditario Leopoldo, di impegnarsi nel 12º reggimento di linea, all'età di soli tredici anni.

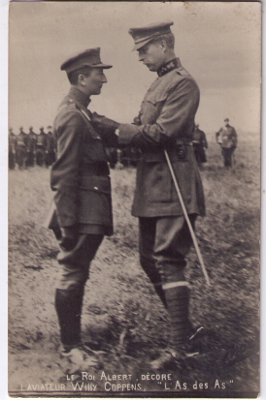
Alberto I del Belgio (a destra) nell'atto di decorare con la croce di guerra belga l'asso dell'aviazione inglese Willy Coppens

La regina Elisabetta organizzò tutto l'apparato dei soccorsi approntando gli ospedali per i feriti, chiedendo, anche in prima persona, il materiale necessario alla Croce Rossa e organizzando i trasporti per i rifugiati. La regina stessa rimase sempre al fianco del marito e quando si recava in Inghilterra, con la scusa di visitare i figli e i rifugiati, trasmetteva dei messaggi confidenziali del marito alle autorità britanniche.
La causa del Belgio nella prima guerra mondiale attirò al paese le simpatie e i contributi di molti rappresentanti esteri, tra cui anche molti membri dell'aristocrazia europea come il norvegese Conte Tørring-Jettenbach, il principe Sisto di Borbone-Parma e suo fratello Francesco Saverio che combatterono come volontari nell'esercito belga.
Nel 1916 re Alfonso XIII di Spagna chiese ad Alberto I di ricevere un suo ambasciatore, il Marchese di Villalobar, il quale andava portando anche al Belgio un messaggio ricevuto dal cancelliere tedesco Bethmann Hollweg, il quale proponeva per il Belgio la firma di una pace separata che prevedesse l'alleanza del paese con la Germania in cambio dell'evacuazione militare delle truppe tedesche dal territorio belga e il risarcimento dei danni subiti. D'intesa con il proprio governo, il Re, che pure si era mostrato favorevole a un compromesso di pace, si rifiutò di ricevere il diplomatico spagnolo preferendo mantenere intatta la propria fedeltà agli alleati e perché credeva che una pace separata fosse praticamente impossibile da raggiungere per uno stato in posizione così delicata come il Belgio.

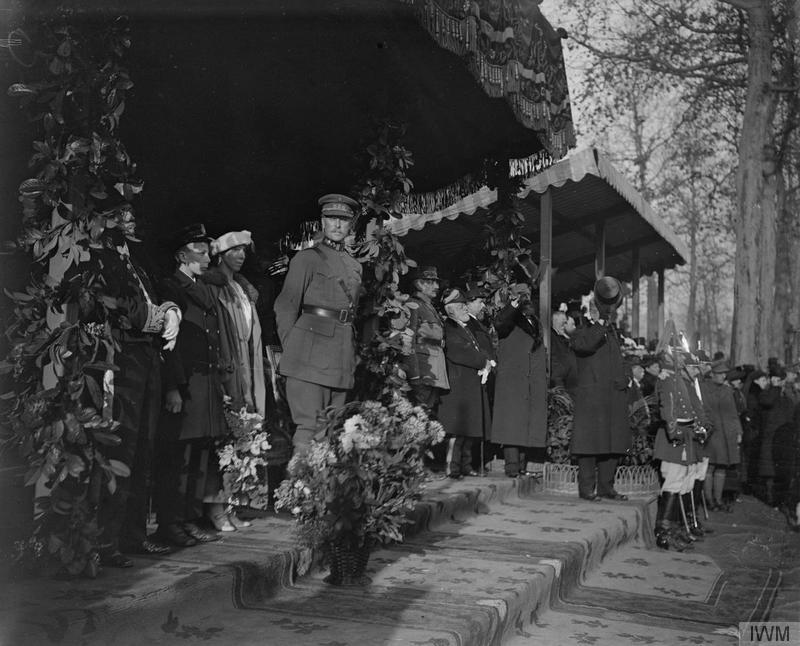
La liberazione del Belgio nel 1918

Il 31 maggio 1918, Charles de Broqueville presentò le dimissioni del proprio governo, probabilmente a causa del malcontento sviluppatosi col re il quale seguitava a prendere decisioni autonomamente in campo militare senza consultare Broqueville che era pur sempre il suo ministro della guerra oltre che primo ministro. Ai primi di ottobre del 1918, il Re accettò le dimissioni di Broqueville e gli inviò un biglietto col riconoscimento per i servizi resi e incaricò nel contempo Gérard Cooreman di formare un nuovo governo. Cooreman accettò per spirito patriottico, affermando però che avrebbe fatto tutto il possibile per accelerare la fine delle ostilità, preferendo però lasciare al sovrano l'intero potere in campo militare.
Fino al 1918, Alberto I si era rifiutato di aderire alle operazioni degli alleati in comando combinato o di prendere parte a grandi offensive come quelle della Somme, di Verdun e di Passchendaele, consentendo così di limitare il tasso di mortalità dell'esercito belga a 1/50. Nel settembre 1918, quando finalmente si convinse della vittoria degli alleati dopo l'ultima vittoriosa offensiva, accettò il comando unico degli alleati e prese parte all'offensiva contro l'esercito tedesco nelle Fiandre.
Dopo due mesi di combattimenti, la vittoria nella foresta di Houthulst respinse il nemico fino a Gand e fu in quella città che il sovrano venne a conoscenza della notizia che la Germania aveva firmato l'armistizio di Compiègne.

#### Dopoguerra

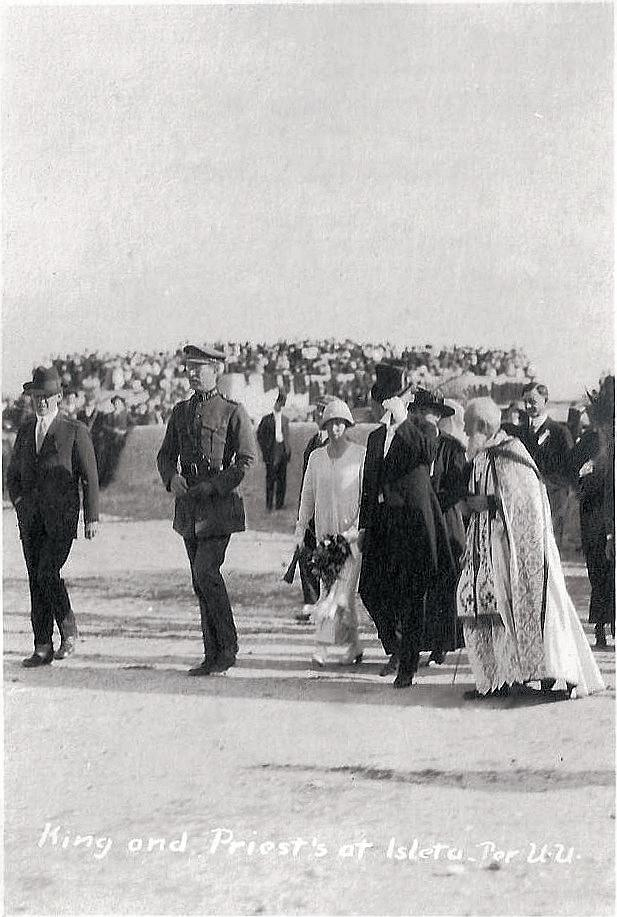
Il Re e la Regina in visita a Isleta (Nuovo Messico), nel 1919 con il Padre Anton Docher.

Al termine della grande guerra il Belgio, rappresentato direttamente da Alberto I, ottenne dalla conferenza di pace di Versailles i possedimenti coloniali tedeschi del Ruanda e del Burundi nel 1919 e le città tedesche di Eupen e Malmedy nel 1920. Ai negoziati di pace il Re difese gli interessi del Belgio, ma si distinse per la sua opposizione alla politica di umiliazione eccessiva nei confronti della Germania, intenzionato a riprendere le relazioni commerciali tra i due paesi vicini geograficamente.
In seguito egli destinò tutte le sue energie alla realizzazione di grandi opere di interesse pubblico per la rinascita del paese distrutto dalla guerra. Una delle opere più importanti in questo senso fu la costruzione del canale che ancora oggi collega il porto di Liegi a quello di Anversa, che porta il suo nome.
In campo politico, nel 1919 si tennero in Belgio le prime elezioni a suffragio universale come da tempo i socialisti del paese reclamavano. Dal 23 settembre al 13 novembre 1919 il Re, la Regina e il Principe ereditario si recarono in visita ufficiale negli Stati Uniti e durante una visita al pueblo di Isleta, nel Nuovo Messico indiano, il Re decorò dell'Ordine di Leopoldo II padre Anton Docher, missionario cattolico belga che si era distinto grandemente per la difesa degli indiani d'America, il quale offrì in omaggio al monarca una croce d'argento e turchesi realizzata dal popolo locale.
Nel 1920, il Belgio raggiunse un accordo militare con la Francia ma non riuscì a spuntarne uno simile col Regno Unito, dopo di che il sovrano belga si recò in visita di stato in Brasile dalla quale fece ritorno nell'ottobre del 1920.
Tornato a Bruxelles, Alberto I ricevette le dimissioni del gabinetto di governo di Delacroix e pensò di chiamare a sostituirlo Paul Segers, ma questi rifiutò. Alberto I si rivolse dunque a Henry Carton de Wiart. Fu durante il governo di de Wiart, col sostegno del ministro del lavoro Joseph Wauters, che Alberto I appose la propria firma al decreto delle otto ore del 1921 che stabiliva un limite massimo di lavoro di otto ore al giorno per un totale di 48 ore settimanali.

#### Grande crisi
Dopo le dimissioni di Henry Carton de Wiart, seguirono delle nuove elezioni nel novembre del 1921 che portarono al governo George Theunis come primo ministro.
Nel 1923, il nuovo governo decise di prendere parte all'occupazione del fruttifero bacino minerario della Ruhr in Germania, decisamente contro il parere di Alberto I. Come conseguenza, nel marzo del 1924 Theunis consegnò le proprie dimissioni al Re a seguito del rifiuto del Parlamento di un trattato di commercio franco-belga. Il Re, però, rifiutò queste dimissioni e Theunis rimase primo ministro dopo un rimpasto di governo e dietro promessa di sciogliere al più presto le camere. Dopo le elezioni del 1925, Theunis avanzò le proprie dimissioni per la seconda volta e questa volta il Re diede l'incarico di formare un nuovo governo a Emile Vandervelde, il quale tentò invano di riunire su un terreno comune socialisti, progressisti, liberali e cattolici. Alberto I nominò quindi primo ministro Aloys Van de Vyvere, che costituì un governo cattolico omogeneo che venne però rovesciato dopo appena dieci giorni dalla sua costituzione e che venne rimpiazzato da un governo cattolico-socialista capeggiato da Prosper Poullet.
Il giorno delle nozze d'argento della coppia reale, il 2 ottobre 1925, Alberto I programmò un viaggio privato in India e grandi festeggiamenti si tennero anche a Bruxelles con partecipazione sentita della popolazione.
All'inizio del maggio del 1926, Poullet presentò le dimissioni al Re e questi affidò il governo a Emile Brunet. La crisi economica particolarmente grave era ormai un dato di fatto in tutta Europa e aveva influito pesantemente anche sul valore di acquisto del franco belga. Il Re quindi convocò al palazzo reale di Bruxelles Émile Vandervelde, Paul Hymans e Aloys Van de Vyvere, convincendoli a sostenere un governo di unità nazionale, affidandone la direzione a Henri Jaspar per rassicurare le fazioni conservatrici. Il 20 maggio 1926, poco dopo la formazione del governo Jaspar, il Re scrisse una lettera pubblica alla popolazione nella quale non solo espresse i propri fervidi auguri ai rappresentanti del governo per un lavoro complesso in un periodo drammaticamente difficile per tutti, ma esortò il popolo a seguire pazientemente le direttive del governo in attesa di tempi più prosperi per tutti. Questa lettera ebbe una grande risonanza positiva presso la popolazione e fu una delle garanzie della legittimità del governo di quell'epoca.

### Ultimi anni e morte
Nel novembre 1926, il principe Leopoldo sposò la principessa Astrid di Svezia, coppia dalla quale nel 1927 nacque la prima figlia, Carlotta Giuseppina. Nel 1928 nuovamente la coppia reale fece visita al Congo belga.

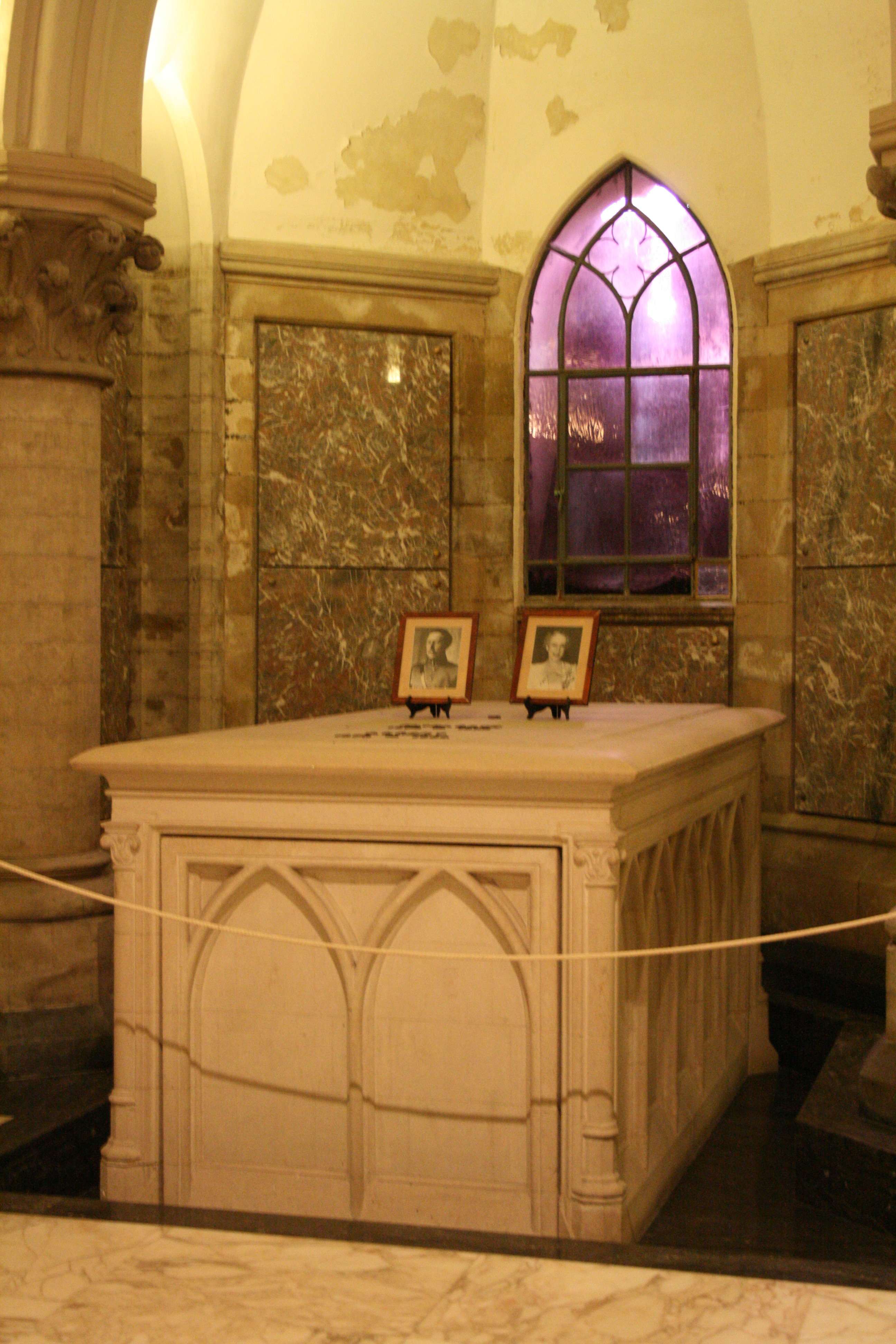
La tomba di Alberto del Belgio nella Cripta Reale della chiesa di Nostra Signora di Laeken.

Nel 1930, il Re prese parte ai festeggiamenti in occasione del primo centenario della costituzione dello stato del Belgio, inaugurando le fiere di Liegi e Anversa e dando il via all'escavazione dell'Albert canal. A completare le celebrazioni, l'8 gennaio del 1930 la figlia Maria José sposò a Roma, nella Cappella Paolina del palazzo del Quirinale, il principe Umberto di Savoia, figlio primogenito di Vittorio Emanuele III. Dopo la celebrazione, gli sposi vennero entrambi ricevuti dal pontefice Pio XI, il papa che l'anno prima aveva stipulato col governo italiano i Patti Lateranensi, nel quadro di un chiaro disgelo fra Italia e Vaticano.
Già in quegli anni la situazione internazionale andava ancora una volta deteriorandosi e Alberto I che già presagiva nuovi conflitti si trovò a dover fronteggiare nuove difficoltà interne. Jaspar consegnò al Re le proprie dimissioni nel 1931 dopo aver introdotto una legge fallimentare sul bilinguismo nelle scuole. Il Re propose nuovamente dunque a Prosper Poullet di formare un governo ma questi declinò l'offerta e costrinse il sovrano a rivolgersi a Jules Renkin. La nomina di Renkin in una situazione internazionale ormai agli sgoccioli che vedeva in Germania la sempre maggiore crescita dell'importanza del Partito nazista di Adolf Hitler, venne accompagnata il 20 giugno 1932 da una lettera scritta da Alberto I mentre si trovava alla conferenza di Losanna, col quale il sovrano richiamava alla solidarietà internazionale e alla fiducia nei confronti del nuovo primo ministro e del suo operato. Renkin si dimise poco dopo su pressione dei liberali e a causa di una serie di misure impopolari sulla tassazione che portò avanti presso la popolazione e in parlamento. Al suo posto ancora una volta venne nominato Charles de Broqueville il quale dovette occuparsi anche della questione dei collaborazionisti con l'esercito tedesco durante l'occupazione del Belgio nel corso della prima guerra mondiale.
Appassionato di scienza, fondò nel 1928 il "Fondo nazionale della ricerca scientifica" (FNRS). Attento ai problemi linguistici che cominciavano a dividere il paese, favorì l'ingresso della lingua fiamminga nell'Università di Gand, nel 1930. I suoi interessi culturali furono molto ampi e, con la regina Elisabetta, fu amico e sostenitore di artisti, scienziati, scrittori e musicisti.
Alberto era un appassionato scalatore, sport considerato da lui come disciplina formatrice sia per il corpo sia per lo spirito, a cui però aveva potuto dedicarsi solo dopo il matrimonio in quanto i genitori erano contrari a che lui lo praticasse. Aveva a lungo frequentato soprattutto le Dolomiti ed i versanti italiani delle Alpi Occidentali, scalandone le vette più impegnative, sino ad essere annoverato tra i membri del Club Alpino Accademico Italiano. Fu proprio questa sua passione a essergli fatale: il sovrano morì infatti in un incidente alpinistico il 17 febbraio del 1934, scalando una parete rocciosa vicino a Namur.

È inumato, con i suoi antenati, nella Cripta Reale della chiesa di Nostra Signora di Laeken.

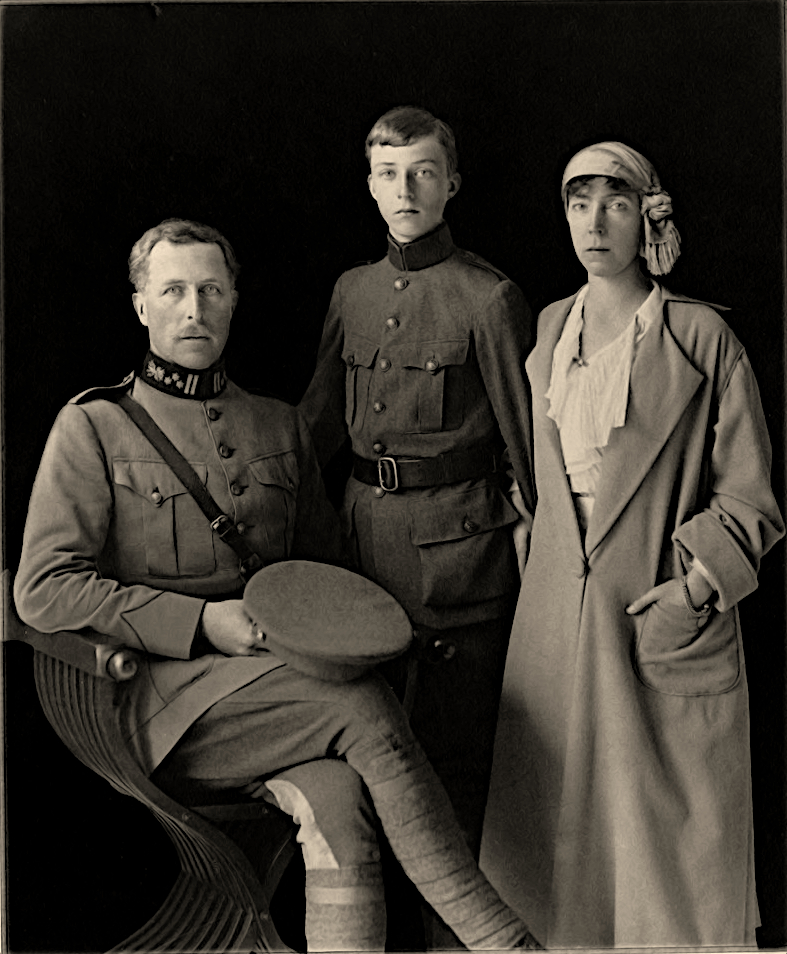
Alberto I del Belgio con la sua famiglia

## Discendenza
Dal matrimonio con Elisabetta nacquero tre figli:
- Leopoldo (Bruxelles il 3 novembre 1901 - Woluwe-Saint-Lambert il 25 settembre 1983), futuro re dei belgi dal 1934 al 1951 con il nome di Leopoldo III; sposò nel 1926 Astrid di Svezia e nel 1941 Mary Lilian Baels;
- Carlo Teodoro (Bruxelles il 10 ottobre 1903 - Ostenda il 1º giugno 1983), assunse la reggenza al posto del fratello dal 1944 al 1950; sposò nel 1977, solo con rito religioso, Jacqueline Peyrebrune;
- Maria Josè (Ostenda il 4 agosto 1906 - Ginevra il 27 gennaio 2001), futura regina d'Italia; sposò nel 1930 Umberto di Savoia, principe di Piemonte.

## Titoli e trattamento
- 8 aprile 1875 – 23 dicembre 1909: Sua Altezza Reale il principe Alberto Leopoldo del Belgio, principe di Sassonia-Coburgo-Gotha, duca di Sassonia
- 23 dicembre 1909 – 17 febbraio 1934: Sua Maestà il Re dei Belgi

## Ascendenza
|                                           |                                   |                                           | Genitori                               |  |  | Nonni |  |  | Bisnonni                                        |  |  | Trisnonni                                     |  |
|                                           |                                   |                                           |                                        |  |  |       |  |  | Francesco Federico di Sassonia-Coburgo-Saalfeld |  |  | Ernesto Federico di Sassonia-Coburgo-Saalfeld |  |
|                                           |                                   |                                           |                                        |  |  |       |  |  | Francesco Federico di Sassonia-Coburgo-Saalfeld |  |  | Ernesto Federico di Sassonia-Coburgo-Saalfeld |  |
|                                           |                                   | Sofia Antonia di Brunswick-Wolfenbüttel   |                                        |  |  |       |  |  | Francesco Federico di Sassonia-Coburgo-Saalfeld |  |  |                                               |  |
| Leopoldo I del Belgio                     |                                   |                                           |                                        |  |  |       |  |  | Francesco Federico di Sassonia-Coburgo-Saalfeld |  |  |                                               |  |
|                                           |                                   | Augusta di Reuss-Ebersdorf                | Enrico XXIV di Reuss-Ebersdorf         |  |  |       |  |  |                                                 |  |  |                                               |  |
|                                           |                                   | Augusta di Reuss-Ebersdorf                | Enrico XXIV di Reuss-Ebersdorf         |  |  |       |  |  |                                                 |  |  |                                               |  |
|                                           |                                   | Augusta di Reuss-Ebersdorf                | Carolina Ernestina di Erbach-Schönberg |  |  |       |  |  |                                                 |  |  |                                               |  |
| Filippo del Belgio                        |                                   | Augusta di Reuss-Ebersdorf                |                                        |  |  |       |  |  |                                                 |  |  |                                               |  |
|                                           |                                   | Luigi Filippo di Francia                  | Luigi Filippo II di Borbone-Orléans    |  |  |       |  |  |                                                 |  |  |                                               |  |
|                                           |                                   | Luigi Filippo di Francia                  | Luigi Filippo II di Borbone-Orléans    |  |  |       |  |  |                                                 |  |  |                                               |  |
|                                           |                                   | Luigi Filippo di Francia                  | Luisa Maria Adelaide di Borbone        |  |  |       |  |  |                                                 |  |  |                                               |  |
| Luisa d'Orléans                           |                                   | Luigi Filippo di Francia                  |                                        |  |  |       |  |  |                                                 |  |  |                                               |  |
|                                           |                                   | Maria Amalia di Borbone-Due Sicilie       | Ferdinando I delle Due Sicilie         |  |  |       |  |  |                                                 |  |  |                                               |  |
|                                           |                                   | Maria Amalia di Borbone-Due Sicilie       | Ferdinando I delle Due Sicilie         |  |  |       |  |  |                                                 |  |  |                                               |  |
|                                           |                                   | Maria Amalia di Borbone-Due Sicilie       | Maria Carolina d'Asburgo-Lorena        |  |  |       |  |  |                                                 |  |  |                                               |  |
| Alberto I del Belgio                      |                                   | Maria Amalia di Borbone-Due Sicilie       |                                        |  |  |       |  |  |                                                 |  |  |                                               |  |
|                                           | Carlo di Hohenzollern-Sigmaringen | Antonio Luigi di Hohenzollern-Sigmaringen |                                        |  |  |       |  |  |                                                 |  |  |                                               |  |
|                                           | Carlo di Hohenzollern-Sigmaringen | Antonio Luigi di Hohenzollern-Sigmaringen |                                        |  |  |       |  |  |                                                 |  |  |                                               |  |
|                                           | Carlo di Hohenzollern-Sigmaringen | Amalia Zefirina di Salm-Kyrburg           |                                        |  |  |       |  |  |                                                 |  |  |                                               |  |
| Carlo Antonio di Hohenzollern-Sigmaringen | Carlo di Hohenzollern-Sigmaringen |                                           |                                        |  |  |       |  |  |                                                 |  |  |                                               |  |
|                                           |                                   | Maria Antonietta Murat                    | Pierre Murat                           |  |  |       |  |  |                                                 |  |  |                                               |  |
|                                           |                                   | Maria Antonietta Murat                    | Pierre Murat                           |  |  |       |  |  |                                                 |  |  |                                               |  |
|                                           |                                   | Maria Antonietta Murat                    | Louise d'Astorg                        |  |  |       |  |  |                                                 |  |  |                                               |  |
| Maria di Hohenzollern-Sigmaringen         |                                   | Maria Antonietta Murat                    |                                        |  |  |       |  |  |                                                 |  |  |                                               |  |
|                                           |                                   | Carlo II di Baden                         | Carlo Luigi di Baden                   |  |  |       |  |  |                                                 |  |  |                                               |  |
|                                           |                                   | Carlo II di Baden                         | Carlo Luigi di Baden                   |  |  |       |  |  |                                                 |  |  |                                               |  |
|                                           |                                   | Carlo II di Baden                         | Amalia d'Assia-Darmstadt               |  |  |       |  |  |                                                 |  |  |                                               |  |
| Giuseppina di Baden                       |                                   | Carlo II di Baden                         |                                        |  |  |       |  |  |                                                 |  |  |                                               |  |
|                                           |                                   | Stefania di Beauharnais                   | Claude de Beauharnais                  |  |  |       |  |  |                                                 |  |  |                                               |  |
|                                           |                                   | Stefania di Beauharnais                   | Claude de Beauharnais                  |  |  |       |  |  |                                                 |  |  |                                               |  |
|                                           |                                   | Stefania di Beauharnais                   | Claudine de Lézay-Marnésia             |  |  |       |  |  |                                                 |  |  |                                               |  |
|                                           |                                   | Stefania di Beauharnais                   |                                        |  |  |       |  |  |                                                 |  |  |                                               |  |

### Ascendenza patrilineare
1. Dedi di Hassegau  (?)
2. Teodorico I di Liesgau (+ 976)
3. Dedi I (+ 1009), conte di Merseburgo
4. Teodorico II di Wettin (989 ca.-1034), margravio della Bassa Lusazia
5. Thimo di Wettin, (1010 circa-1090/1091 o 1100 circa) conte di Wettin e Brehna
6. Corrado il Grande (1097 circa-1157), margravio di Meißen
7. Ottone II di Meißen (1125-1190), margravio di Meißen
8. Teodorico I di Meißen (1162-1221), margravio di Meißen
9. Enrico III di Meißen (1218-1288), margravio di Meißen e langravio di Turingia
10. Alberto II di Meißen (1240-1314), margravio di Meißen, langravio di Turingia e conte palatino di Sassonia
11. Federico I di Meißen (1257-1323), margravio di Meißen e langravio di Turingia
12. Federico II di Meißen (1310-1349), margravio di Meißen
13. Federico III di Meißen (1332-1381), langravio di Turingia e margravio di Meißen
14. Federico I di Sassonia (1370-1428), marchese di Meißen, langravio di Turingia e principe elettore di Sassonia
15. Federico II di Sassonia (1412-1464), principe elettore di Sassonia, marchese di Meißen e conte di Turingia
16. Ernesto di Sassonia (1441-1486), principe elettore di Sassonia
17. Giovanni di Sassonia (1468-1532), principe elettore di Sassonia
18. Giovanni Federico I, elettore di Sassonia (1503-1554)
19. Giovanni Guglielmo, duca di Sassonia-Weimar (1530 – 1573)
20. Giovanni di Sassonia-Weimar (1570-1605), duca di Sassonia-Weimar e di Jena
21. Ernesto I di Sassonia-Gotha-Altenburg (1601-1675), duca di Sassonia-Gotha e duca di Sassonia-Altenburg
22. Giovanni Ernesto di Sassonia-Coburgo-Saalfeld (1658 – 1729), duca di Sassonia-Coburgo-Saalfeld
23. Francesco Giosea, duca di Sassonia-Coburgo-Saalfeld (1697-1764)
24. Ernesto Federico, duca di Sassonia-Coburgo-Saalfeld (1724-1800)
25. Francesco, duca di Sassonia-Coburgo-Saalfeld (1750-1806)
26. Leopoldo I del Belgio (1790-1865), re dei Belgi
27. Filippo del Belgio, conte di Fiandra
28. Alberto I del Belgio (1875-1934), re dei Belgi

## Onorificenze

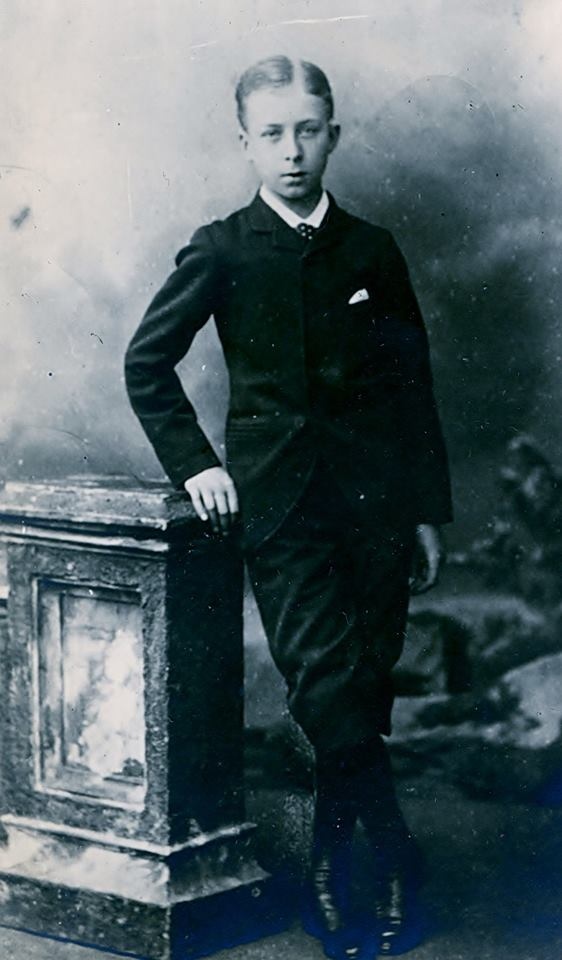
Alberto da bambino

Il monogramma personale di Alberto del Belgio

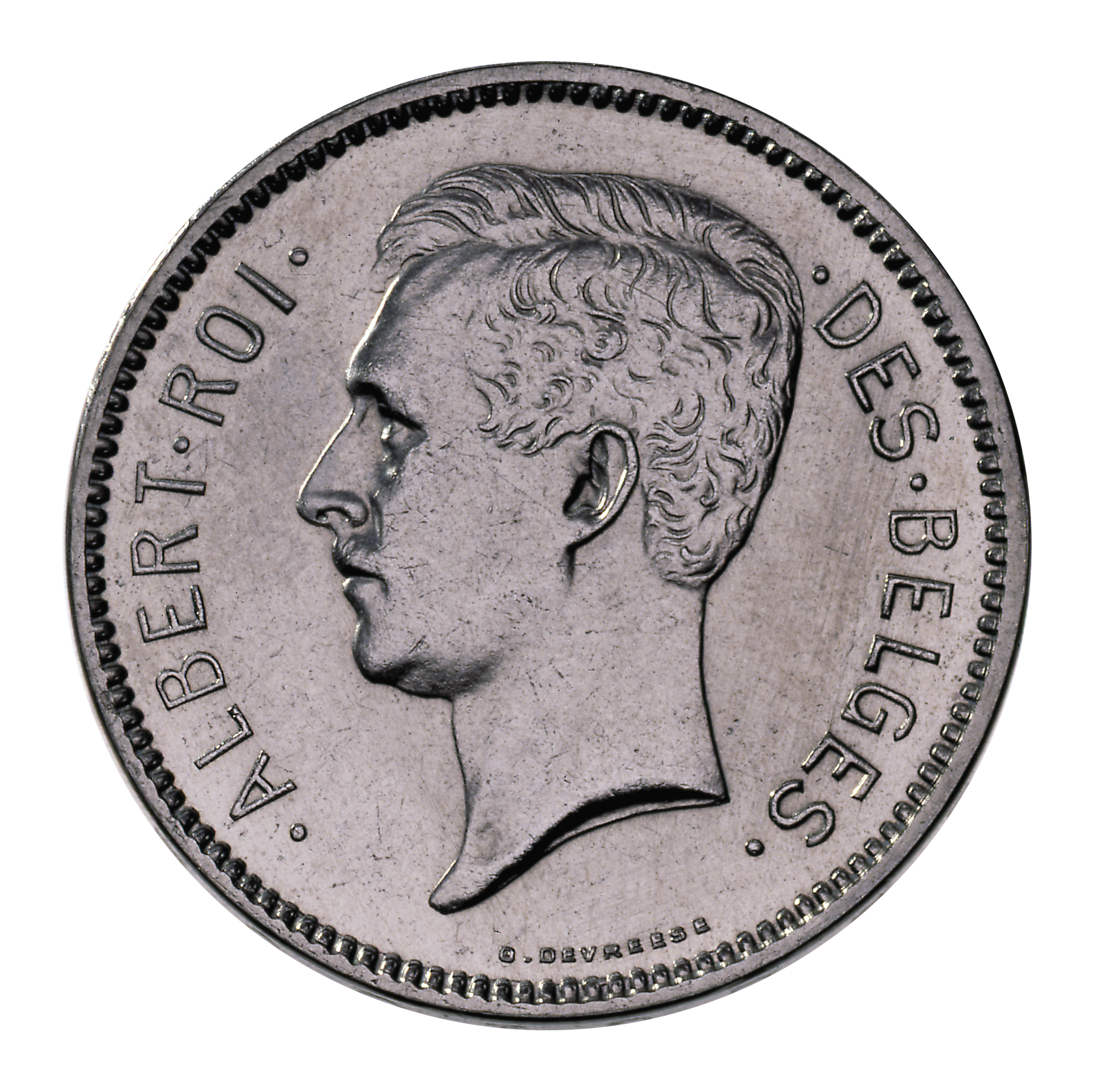
Una moneta raffigurante l'effige di Alberto I

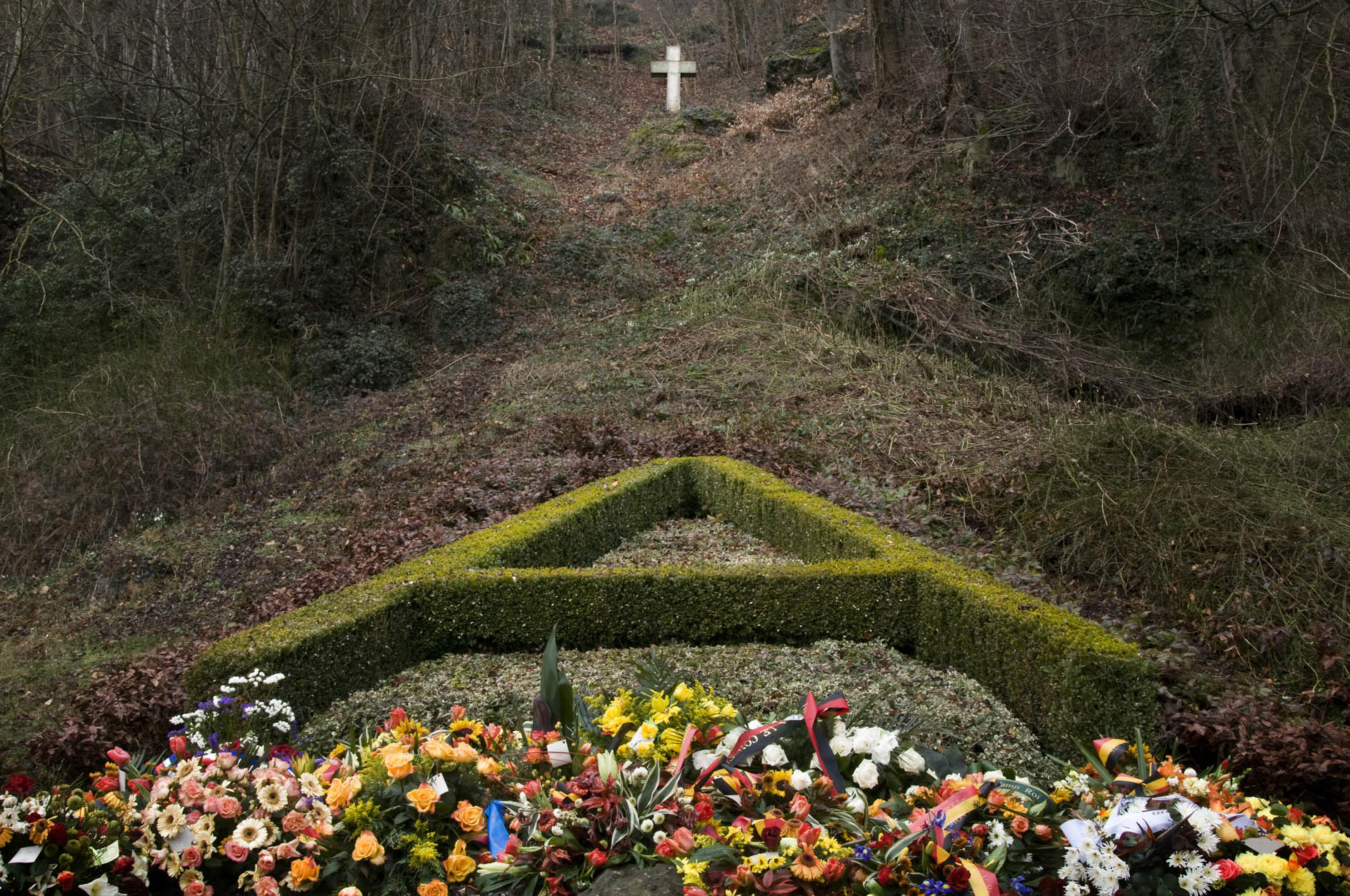
Monumento commemorativo dedicato ad Alberto I a Marche-les-Dames

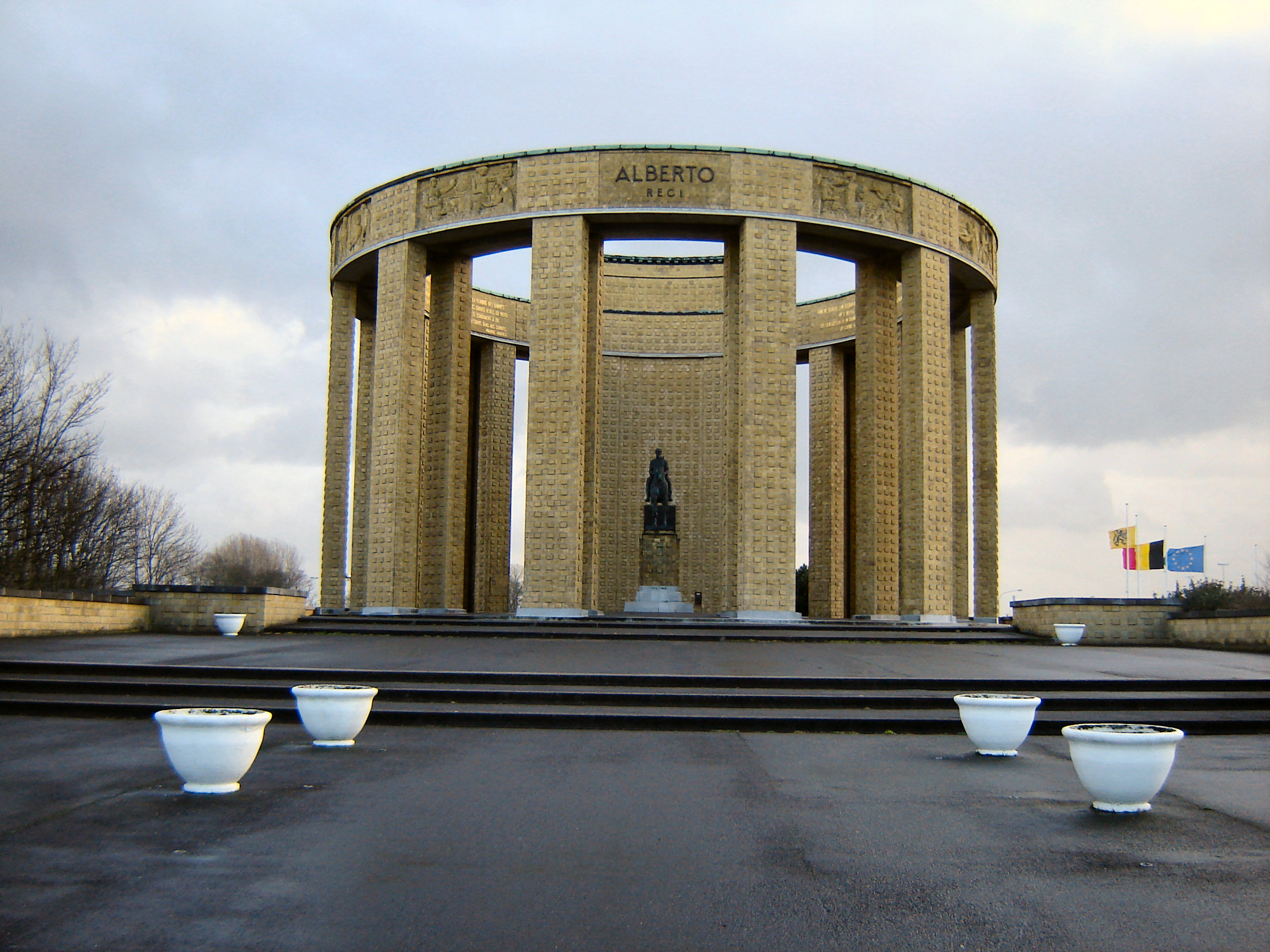
Monumento ad Alberto di Nieuwpoort

### Titoli e gradi militari stranieri
- Colonnello onorario del 5º e 6º Reggimento Dragoni della Guardia e Feldmaresciallo dell'Esercito britannico.[9]
- Colonnello onorario del 50º Reggimento Fanteria Vad-Ras dell'Esercito spagnolo.[9]
- Maresciallo Onorario dell'Esercito brasiliano.[9]